# Creußen (Fluss)
Die Creußen ist ein mit ihrem längsten Oberlauf fast 35 km langer Fluss im Oberpfälzischen Hügelland in Bayern, der nach einem vorwiegend östlichen bis südöstlichen Lauf beim Dorf Dorfgmünd der Stadt Grafenwöhr von rechts in die Haidenaab mündet.

## Name
In den mittelalterlichen Aufzeichnungen trat der Fluss als „Crúsen“ (1357), „Krewsen“ (1383) oder „Kreusen“ (1396) in Erscheinung. Ihr Name ist wohl mit einem n-Suffix von germanisch krū́sa- für „kraus, gelockt“ abgeleitet. Die Creußen wurde demnach nach ihrem gewundenen Flussverlauf benannt.

## Geographie

### Verlauf
Die Creußen entspringt nahe der Südostgrenze des Landkreises Bayreuth zum Landkreis Neustadt an der Waldnaab. Am Südrand des Dorfes Altencreußen der Gemeinde Prebitz weist ein Schild eine „Creußenquelle“ aus. Von hier aus fließt der dort beginnende Bach zunächst etwa südsüdostwärts und nimmt nach weniger als 400 Metern von rechts einen etwa einen Kilometer langen Zufluss von rechts auf, der zuvor am Westrand von Altencreußen den Hofweiher durchflossen hat. Wenige hundert Meter später erreicht der Bach die Grenze zum Landkreis Neustadt, wo von links eine unbeständig wasserführende, dort ebenfalls längere Rinne vom Frankenberg im Nordosten von Altencreißen zuläuft und der Bach von der Bahnstrecke Eger–Nürnberg gequert wird.
Nach dem Übertritt auf das Gebiet des Marktes Kirchenthumbach im Neustädter Landkreis, in dem die Creußen nun bis zur Mündung verbleibt, mündet von Südwesten her der Steinbach, dessen Quellen beim Kirchenthumbacher Weiler Heinersberg liegen. Er ist der mit etwas über 2 km längste Oberlaufstrang und geht in den landesamtlich festgelegten Strang und die Längenberechnung für die Creußen ein.
Danach fließt die Creußen ungefähr ostwärts und nimmt auf ihrem Weg durch das Gebiet von Kirchenthumbach und der Gemeinde Schlammersdorf ihre ersten längeren Zuflüsse auf, worauf sie sich an der Grenze von Schlammersdorf zur Gemeinde Vorbach ostsüdostwärts orientiert und die Gemeinde Speinshart durchquert.
Durchs Stadtgebiet von Eschenbach in der Oberpfalz wendet sie sich südöstlich und nimmt zuletzt aus dem Westen und gegenüber dem Dorf Bärnwinkel der linkscreußischen Gemeinde Trabitz den Eschenbach auf, den ersten ihrer drei größten Zuflüsse. Im Gebiet der sich anschließenden Stadt Grafenwöhr fließt sie wechselhaft südwestlich bis südlich. In der Stadtmitte mündet der Thumbach, gegen Ende der geschlossenen Bebauung der Schaumbach, beide ungefähr aus dem Westen.
Bei Grafenwöhr-Dorfgmünd mündet die Creußen mit einer mittleren Wasserführung von 1,86 m³/s in die dort um knapp 80 % wasserreichere Haidenaab.

### Zuflüsse
Direkte Zuflüsse vom Ursprung bis zur Mündung. Länge teilweise mit andersnamigen Oberläufen. Auswahl.
- Steinbach (rechts)
- Knittelbach (rechts)
- Erlbach (!) (rechts)
- (Bach aus Richtung Sassenreuth) (rechts, 2,8 km und 1,8 km²)
- (Abfluss der Seengruppe Alter Weiher) (links, 3,8 km und 5,2 km²)
- Flettersbach (links, 3,8 km und 7,2 km²)
- Biberbach (links, 7,1 km und 13,1 km²)
- Scherbach (rechts, 5,7 km und 7,1 km²)
- Holzmühlbach (rechts, 5,8 km und 5,8 km²)
- Erlbach (!) (links, 5,6 km und 12,0 km²)
- Leisseneckgraben (rechts, 3,0 km und 2,5 km²)
- Weiherwiesengraben (links, 3,3 km und 3,5 km²)
- Eschenbach (rechts, 14,5 km und 23,4 km²)
- Brückelwiesengraben (rechts, 2,3 km und 3,2 km)
- (Graben durchs Zengersloh) (links, 2,4 km und 4,1 km²)
- Thumbach (rechts, 21,0 km und 50,3 km²)
- Mühlgraben (rechts, 0,4 km und 0,1 km²)
- Schaumbach (rechts, 8,6 km und 42,9 km²)
- (Auengraben vom Schmidschlag) (links, 0,9 km und 0,3 km²)

## Fauna
Die Creußen ist ein naturbelassenes Flüsschen mit Karpfen, Hechten, Aalen, Weißfischen und Forellen. Am Flussufer ist der Biber zu entdecken.